# Lucia Böck

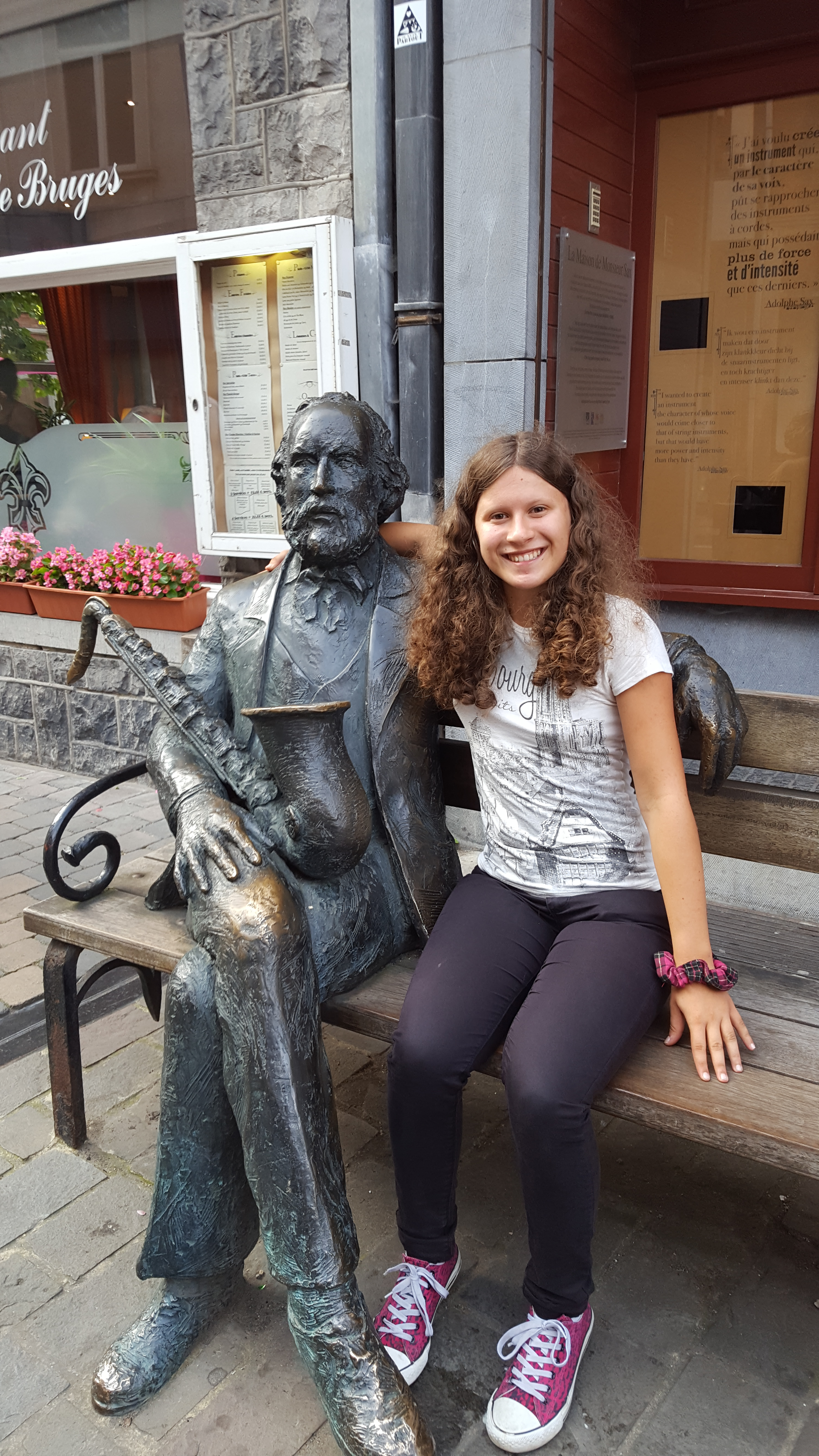
Lucia Böck (2016)

Lucia Böck (* 1998 in Niederösterreich) ist eine österreichische Saxophonistin, Komponistin, Filmeditorin und Holzbläserin.

## Leben und Wirken
Lucia Böck erhielt ab ihrem 6. Lebensjahr Musikunterricht in Blockflöte, Klarinette und Fagott. Sie erhielt u. a. ersten Unterricht im Instrument Fagott bei Michael Zottl (Fagottist der Volksoper Wien) und Christina Gaugl-Höllwerth sowie Unterricht in Klarinette, Komposition und Klavier. Ihre musikalische Ausbildung am Saxophon begann sie mit zehn Jahren an ihrer örtlichen Musikschule bei Michael Gasteiner. 2014 setzte sie ihren Saxophonunterricht an der Musikschule Bad Vöslau bei Michaela Reingruber und Christina Dorner fort. Mit 17 Jahren wechselte sie in die Saxophonklasse zu Christian Maurer an die Universität für Musik und darstellende Kunst Wien, wo sie nach der Matura am Gymnasium Sachsenbrunn das ordentliche Studium begann. Ergänzend dazu studierte sie parallel Klarinette bei Wolfgang Klinser am Institut Oberschützen der Kunstuniversität Graz. Im Jahr 2019 begann sie Oboe bei Prisca Schlemmer an der Universität für Musik und darstellende Kunst Wien zu studieren. 2021 schloss sie das Bachelorstudium Instrumental(Gesangs)pädagogik (IGP) Saxophon mit Schwerpunkt Klarinette bei Wolfgang Kornberger an der Universität für Musik und darstellende Kunst Wien mit Auszeichnung ab.
2023 beendete Böck das Bachelorstudium Instrumental(Gesangs)pädagogik (IGP) Oboe mit Schwerpunkt Saxophon Popularmusik an der Universität für Musik und darstellende Kunst Wien mit Auszeichnung. Im März 2024 schloss sie das Masterstudium Instrumental(Gesangs)pädagogik (IGP) Saxophon Klassik mit den Schwerpunkten Komposition, Improvisation und Neue Musik an der Universität für Musik und darstellende Kunst Wien mit Auszeichnung ab. Im Juni 2024 schloss sie das Diplomstudium „Saxophon Konzertfach“ mit dem akademischen Grad "Magistra artium" ebenfalls mit Auszeichnung ab.
Lucia Böck sammelte früh umfassende Erfahrungen als Orchestermusikerin. Von 2014 bis 2018 war sie als Fagottistin im Jugendsinfonieorchester Niederösterreich sowie als Baritonsaxophonistin in der Jungen Bläserphilharmonie Niederösterreich tätig. Darüber hinaus wirkte sie bei Projekten der Wiener Philharmoniker im Rahmen der Salzburger Festspiele und bei den Wiener Symphonikern im Rahmen der Bregenzer Festspiele mit. Neben ihrer Tätigkeit als klassische Saxophonistin ist sie auch in der österreichischen Volksmusik mit der Formation "Musi Explora" als Klarinettistin aktiv, in welcher sie zusammen mit ihrem Bruder Sebastian Böck musiziert. Im Bereich der Barockmusik spielt sie Oboe.
Ihre Konzerttätigkeit als international bekannte Saxophonistin führte sie in bedeutende Konzerthäuser wie die Berliner Philharmonie, das Mozarteum Salzburg, das Festspielhaus St. Pölten, das Muth Wien und das Stadttheater Wiener Neustadt. Ihr kompositorisches Schaffen umfasst Werke für Saxophon solo sowie Kammermusikkompositionen für diverse Instrumente. Sie ist Gründerin des YouTube-Kanals „Just4Sax Channel“, der ein breites Repertoire von Klassik bis Popularmusik abdeckt und für seine künstlerische Qualität international bekannt ist. Zudem ist sie Instrumentalpädagogin an der Franz Schubert Regionalmusikschule.

## Auszeichnungen
2015 erhielt sie den 1. Preis beim österreichischen Bundeswettbewerb „Prima la musica“ in der Kategorie Saxophon Solo und war solistisch mehrmals in Radio Niederösterreich zu hören.
Im Bereich der Popularmusik erreichte Böck 2016 mit der Musikschulband „Groove Tuners“ einen 2. Preis beim Bundeswettbewerb des Jugendmusikwettberbs podium.jazz.pop.rock der Europäischen Union der Musikwettbewerbe für die Jugend in der Kategorie „Jazz & Contemporary Music“.
2019 erhielt sie beim internationalen Musikwettbewerb „Grand Prize Virtuoso Salzburg Competition“ den 1. Preis mit dem Sonderpreis „Best Austrian Musician“ sowie den 3. Preis beim internationalen Musikwettbewerb „Rising Stars Grand Prix Berlin 2019“.
2021 wurde Böck mit einem 2. Preis beim internationalen Musikwettbewerb „3. Danubia Talents Liszt International Music Competition 2021“ sowie mit einem „Silver Star Award“ beim internationalen Online-Musik und Filmwettbewerb „MusicandStarsAwards“ ausgezeichnet.
Zudem wurde ihre Komposition „Le Pont Japonais - Tableau d'impressionnisme“ beim internationalen Musikwettbewerb Royale Music Competition 2023 mit dem „Diamond Prize“ sowie mit dem Sonderpreis „Dazzling Virtuoso Special Award“ ausgezeichnet.
2024 gewann sie mit ihrer Komposition „Moments“ einen Gold Prize in der Kompositionskategorie beim internationalen Musikwettbewerb London Young Musician 2024 sowie einen 3. Preis beim internationalen Musikwettbewerb World Best’s Musicians 2024.
Zudem erhielt Böck 2024 die Ehrenmedaille in Bronze des Niederösterreichischen Blasmusikverbandes und den Gold Prize bei der Global Young Musicians Competition 2024 in der Kategorie "Instrumentalist". Darüber hinaus wurde sie 2024 im Zuge ihres Studienabschlusses mit dem Würdigungspreis der Universität für Musik und darstellende Kunst Wien ausgezeichnet. 2025 gewann sie mit ihrer Komposition "Tornado - Duo für hohe Saxophone und E-Bass" den 2. Preis bei der Bach International Music Competition.
Im Bereich des Filmschnitts gewann sie 2022 den „Silver Star Award“ beim internationalen Online-Musik- und Filmwettbewerb „MusicandStars“ in der Kategorie „Best Editing“. Zudem wurde Böck mit dem Platin Prize mit dem Sonderpreis „Creative Artistic Musical Genius“ in der Videokategorie „Creative Videos“ bei der Global Genius Music Competition Spring Season 2023 ausgezeichnet.

## Kompositionen
- Aquarium
- Bagatelle Nr. 1 für Altsaxophon Solo
- Bagatelle Nr. 2 für Altsaxophon Solo
- Colours für Sopransaxophon Solo
- Colours für Oboe und Videomontage
- Dreams für zwei Saxophone, Tapes und Kurzfilm
- Le Pont Japonais – Tableau d'impressionnisme, Original für Altsaxophon und Kontrabass
- Le Pont Japonais – Tableau d'impressionnisme, Versionen für Englischhorn und Fagott sowie für Altsaxophon und Bassklarinette
- Le Pont Japonais - Tableau d'impressionnisme Version für Querflöte, Altsaxophon und Kontrabass
- Moments - Elegie für Altsaxophon, Klavier und Violoncello
- Walking on the Baker Street für Altsaxophon Solo
- Tornado - Duo für hohe Saxophone und E-Bass
- Just for Slap für drei Saxophone, Bassklarinette und Drum-Loop
- The Practice Police für Altsaxophon Solo
- Abstieg, Zwölftonstück für Altsaxophon Solo[10][11]

## Diskographie
- Single Aquarium – Chill out Music (Lumar Production 2023)[12]
- Single Love Theme - Filmmusik (Lumar Production 2023)[13]
- Album In der Liebeslaube - Musi Explora mit Sebastian Böck und Leonhard Leeb (Lumar Production 2023)[14]
- Single Sunset - Chill out Music (Lumar Production 2023)[15]
- EP The Cascades - Jazz Ragtimes mit Celly Green und Sebastian Böck (Lumar Production 2023)[16]
- Album In neuen Zeiten - Musi Explora mit Sebastian Böck und Hans-Peter Seethaler (Lumar Production 2023)[17]
- EP Winter Wonderland, mit Sebastian Böck (Lumar Production 2023)[18]
- Single Santa Baby (Lumar Production 2023)[19]
- Album Colours, gemeinsam mit Sebastian Böck (Lumar Production 2024)[20]
- Album Lust und Leben, gemeinsam mit Sebastian Böck und Rudolf Pichler (Lumar Production 2025)[21]